# Maarten Jansen

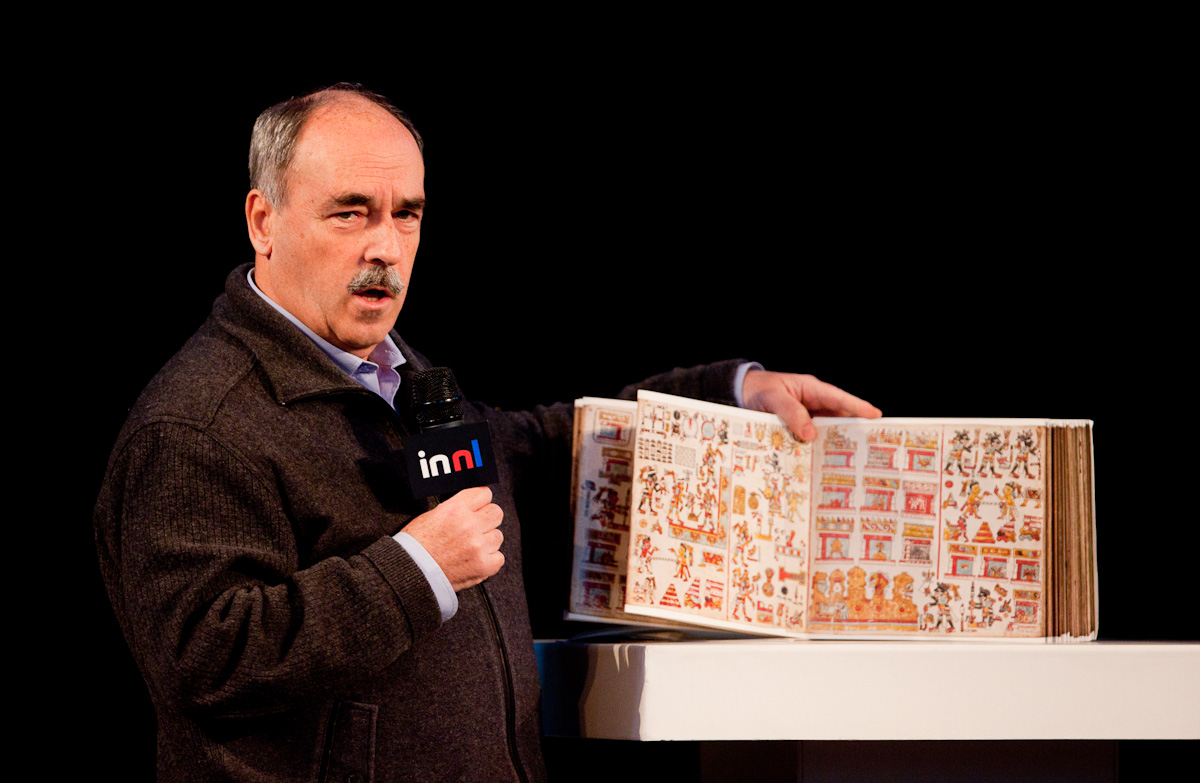
Jansen (2010)

Maarten Jansen (* 1952) ist ein niederländischer Archäologe und Altamerikanist, der für seine Forschung zu mixtekischen Bilderhandschriften bekannt ist.

## Leben
Maarten Jansen studierte bis 1976 Klassische Philologie und Archäologie Amerikas mit den Nebenfächern Quechua und Nahuatl und wurde 1983 an der Universität Leiden promoviert. Anschließend war Jansen zuerst Assistant Professor und schließlich bis zu seiner Emeritierung 2018 Professor für (meso-)amerikanische Archäologie bzw. indigenes Kulturerbe an der Universität Leiden. Von 2003 bis 2006 war Jansen zudem Dekan der Fakultät für Archäologie. 2021 wurde Jansen zum Distinguished Professor Emeritus an der Universität Bonn ernannt.

## Forschung
Jansen hat wesentliche Beiträge zum Verständnis der mixtekischen und zentralmexikanischen Bilderschrift und damit einhergehend zur Rekonstruktion der präkolumbischen Geschichte und Kultur der Mixteken geleistet. Er arbeitet dabei eng mit heutigen mixtekischen Gemeinschaften zusammen, um die präkolumbischen Quellen besser zu verstehen.

## Veröffentlichungen
- mit Ferdinand Anders: Altmexiko : mexikanische Zauberfiguren. alte Handschriften beginnen zu sprechen. Stadtmuseum, Linz 1986.
- mit Ferdinand Anders: Schrift und Buch im alten Mexiko. Akademische Druck- und Verlags-Anstalt, Graz 1988, ISBN 978-3-201-01426-7.
- mit Ferdinand Anders: Mexiko : alte Handschriften beginnen zu sprechen. Ausstellungskatalog. Staatliches Museum für Völkerkunde, München 1999, ISBN 978-3-927270-17-6.
- mit Gabina Aurora Pérez Jiménez: Codex Bodley. A painted chronicle from the Mixtec highlands, Mexico. University of Oxford, Bodleian Library, Oxford 2005.
- mit Gabina Aurora Pérez Jiménez: Encounter with the plumed serpent. Drama and power in the heart of Mesoamerica. University of Colorado Press, Boulder 2007.
- mit Gabina Aurora Pérez Jiménez: Time and the ancestors: Aztec and Mixtec ritual art. Brill, Leiden 2017.